# Myrmeleon formicarioides
Myrmeleon formicarioides là một loài côn trùng trong họ Myrmeleontidae thuộc bộ Neuroptera. Loài này được van der Weele miêu tả năm 1905.